# XVIII Congreso del PP

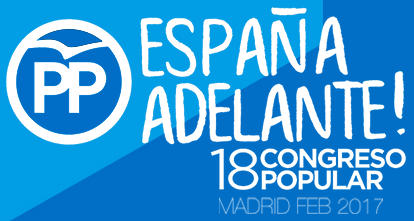
Cartel del 18 congreso del Partido Popular

El décimo octavo Congreso del Partido Popular se llevó a cabo del 10 de febrero al 12 de febrero de 2017. El eslogan del Congreso fue España, adelante. Mariano Rajoy fue reelecto por cuarta vez con el 95.7% de los votos de los delegados.
El Congreso debería haberse celebrado a más tardar el 21 de marzo de 2016, pero fue pospuesto debido a la inestabilidad política existente en la fecha, al no haber un Gobierno en plenitud de funciones. En contrapartida, el mandato del XVIII Congreso se limitó hasta como máximo el 20 de abril de 2020.

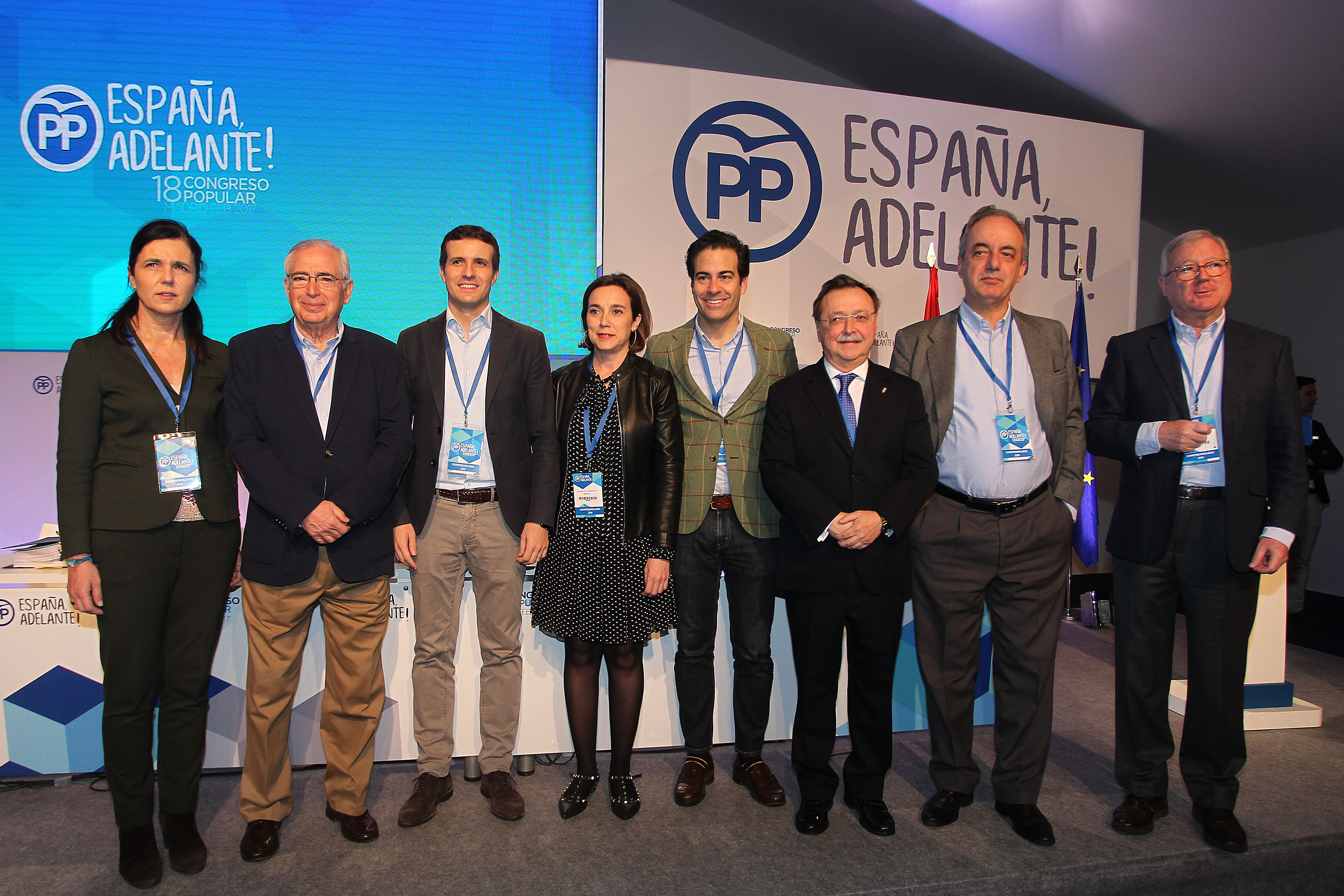
18 Congreso del Partido Popular

## Sistema electoral
Los compromisarios son los encargados de elegir al presidente del Partido Popular.

## Resultados

### Presidente
| Opción               | Opción          | Votos | %      |
| -------------------- | --------------- | ----- | ------ |
|                      | Mariano Rajoy   | 2 530 | 95.65  |
|                      | Votos en blanco | 115   | 4.35   |
| Votos válidos        | Votos válidos   | 2 645 | 99.47  |
| Votos inválidos      | Votos inválidos | 14    | 0.53   |
| Total                | Total           | 2 659 | 100.00 |
| Fuente: Europa Press |                 |       |        |

### Junta Directiva Nacional
| Opción               | Opción          | Votos | %      |
| -------------------- | --------------- | ----- | ------ |
|                      | Mariano Rajoy   | 2 529 | 95.76  |
|                      | Votos en blanco | 112   | 4.24   |
| Votos válidos        | Votos válidos   | 2 641 | 99.36  |
| Votos inválidos      | Votos inválidos | 17    | 0.64   |
| Total                | Total           | 2 658 | 100.00 |
| Fuente: Europa Press |                 |       |        |